# مشكات (إيران)
مشكات (بالفارسية: مشکات) هي منطقة سكنية تقع في إيران في البلدة المركزية. يقدر عدد سكانها بـ 4,960 نسمة .